# Doenitzius
Doenitzius es un género de arañas araneomorfas de la familia Linyphiidae. Se encuentra en el este de Asia y Rusia asiática.

## Lista de especies
Según The World Spider Catalog 12.0:
- Doenitzius peniculus Oi, 1960
- Doenitzius pruvus Oi, 1960